# Партизанский отряд имени Георгия Гырбачева
Партизанский отряд имени Георгия Гырбачева (болг. Партизански отряд „Георги Гърбачев“) — подразделение Народно-освободительной повстанческой армии Болгарии, находившееся в ведении 5-й Старозагорской повстанческой оперативной зоны. Отряд действовал в районе Карлово.

## История
Первая партизанская группа в районе Карлово появилась 5 ноября 1941 года. Весной 1942 года она была преобразована в Войняговскую роту, а осенью 1942 года была разбита и прекратила своё существование как отдельное подразделение партизан.
В 1943 году в Карлово была образована партизанская рота. Она проводила акции в Черничево, Сушице и Карлово. В апреле 1944 года была усилена Голямосельской ротой Пловдивского партизанского отряда имени Васила Левского и была преобразована в отряд имени Георгия Гырбачева — погибшего в 1942 году партизанского командира. Командиром нового отряда стал Колё Динев, комиссаром — Иван Самунев.
В апреле 1944 года отряд вошёл в состав партизанской бригады имени Георгия Димитрова. 